# Cascade Couleuvre
La cascade Couleuvre, est une chute d'eau située sur le massif volcanique de la Piton Mont Conil en Martinique. 
Avec une hauteur de 120 m, elle est une des plus hautes chutes d'eau de Martinique et des Antilles françaises. 
La cascade est accessible depuis le sentier de randonnée Le Prêcheur-Grand'Rivière[source insuffisante].